# 正林寺 (大垣市)
正林寺（せいりんじ）は岐阜県大垣市上石津町三ツ里にある臨済宗妙心寺派の寺院で、山号は済正山。多良領主高木氏の内、西高木家の菩提寺である。
もと文治4年に多良村大字奥に真言宗の正林坊として建立されたものと伝わる。しかし、その後廃れてしまったため詳細は不詳である。
江戸時代となり、西高木家の5代目当主高木貞衛が江戸に出仕した際に麻布光林寺の浄明禅師に帰依し、正林坊跡に寺を構える約定を交わした。その後、高木貞衛が病により没したため西高木家6代目高木貞輝がその遺志を継いで享保13年（1728年）に寺を建立し、浄明禅師を開山として招いた。現在の本尊はその際に浄明禅師がもたらした太宰府天満宮の前にあった梅の木で造作されたとされる観世音菩薩である。
寺宝として大垣市重要文化財に指定されている高木貞廣筆の十六善神図を所蔵する。